# 楊西崑
楊西崑（1910年—2000年1月），字宿佛，生於江蘇省奉賢縣 ，中華民國外交官，曾任外交部次長、後出使西非與南非，人稱非洲先生。楊西崑曾說「外交形同作戰」，他在1960年代已預見，中華民國未來外交艱險，中共勢必步步侵蝕，因而策略地向蔣介石建議派出農耕隊，幫助這些窮困的新興獨立國。

## 生平
北京大學外文系畢業，赴美國哥倫比亞大學留學。回國後，曾在北京大學及西南聯大任教，之後投身政界。
楊西崑1950年代出任聯合國託管理事會團員，回國後擔任外交部非洲司長，開啟了台灣的農耕外交，整個1960年代中華民國在聯合國席位，都是靠非洲友邦鞏固，楊一生為奉獻外交的典範。
1948年，任中華民國駐聯合國專門委員。1959年，經濟部長楊繼曾率領中華民國慶賀西非喀麥隆共和國獨立特使團，楊西崑擔任副團長，偕台北紡織公司副總經理蔡元以及丁懋時赴喀麥隆，隨後2個月內沿著非洲西岸一路造訪12國，包括奈及利亞、象牙海岸、塞內加爾、突尼西亞、西北非衣索比亞、東非索馬利亞等。
1971年，面對中華人民共和國即將加入聯合國的現實，楊西崑與前駐美大使葉公超向蔣中正提議，認為台灣與中國大陸應切割。楊西崑並曾向蔣中正提出，將中華民國改名為中華台灣共和國（Chinese Republic of Taiwan）。據美國國務院「台北5869」號解密電文，楊西崑後來在與美國駐華大使馬康衛會晤時提出了自己的看法。他認為蔣中正可以行政命令擱置憲法，解散國民大會、立法院、監察院等機構，通令全島進行公投決定台灣前途，由台灣人民選出制憲會議，設立一個新的單一臨時民意代表機構，該機構由三分之二台灣人、三分之一外省人組成。楊西崑表示此方案需要美國支持並說服蔣介石。但馬康衛同時在電文中評論這樣的方案低估了實施上的複雜度，以及在內政與外交上的可能結果，並懷疑蔣是否會這樣做。而美國總統尼克森及其高級顧問季辛吉因為正在籌劃北京之行，不理會這個方案。

## 家庭
楊西崑有三段婚姻。
與北大同學朗志鶴（法律系第一名）生下二女，分別為楊肖鶴（1938）與楊幼鶴（1939）。朗志鶴1941年因難產而逝。
1945年與葉寶琨（國立音樂學院畢業、美國茱莉亞音樂學院肄業）再婚，生下二子楊兆平（1946）、楊樂平（1947）均移民美國。
之後尚未與妻葉寶琨離婚就發生外遇約9年，1984年離婚後與當時56歲的梁鴻英再婚，並簽下簽婚前契約。
死後梁鴻英和前妻所生的兩個兒子因遺產分配不均，進行長期訴訟，時年76歲的梁鴻英控告兩人意圖搶奪台北市復興南路的房子。